# Mictochroa octosema
Mictochroa octosema là một loài bướm đêm trong họ Noctuidae.